# Ryan Howard (The Office)
Ryan Bailey Howard é um personagem fictício da série de televisão estadunidense The Office, retratado por B. J. Novak. Ele é baseado em Ricky Howard da versão original britânica, bem como em Neil Godwin durante a quarta temporada. Ryan é um dos personagens principais entre a 1.ª e 8.ª temporada e é convidado na nova. O nome é uma homenagem ao jogador de beisebol.

## Desenvolvimento

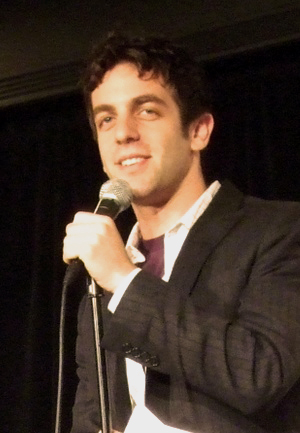
O ator B. J. Novak interpreta Ryan

Para a 1ª temporada, o propósito de Ryan na série reflete o de seu equivalente britânico, Ricky Howard. Ele é um "substituto do público", permitindo que outros personagens se apresentem a ele e, por extensão, ao espectador. Ryan foi contratado para substituir Tom Peets, um funcionário que lutou contra a depressão e cometeu suicídio pouco antes do início da série. O caso é revelado na segunda temporada, quando Michael relembra que um bilhete sobre depressão deixado em uma caixa de perguntas seria uma pegadinha de um dos funcionários.
Apesar de não pretender ficar muito tempo na Dunder Mifflin, Ryan se torna um funcionário em tempo integral na terceira temporada e herda a mesa de Jim Halpert. Após o retorno de Jim para Scranton, isso é motivo de conflito entre os dois. Apesar de sua formação, Ryan se revela um péssimo vendedor. Na última cena de "The Job", Ryan recebe uma ligação da sede em Nova York, oferecendo-lhe o cargo anteriormente ocupado por Jan Levinson e tornando-o superior imediato de Michael.
Novak, que também é roteirista do programa, comentando sobre a quarta temporada, disse: "Queríamos que ele se vestisse da forma mais desagradável possível". Ao longo da temporada, ele também se torna mais arrogante, condescendente e ambicioso, falando quase exclusivamente em chavões de negócios. Em temporadas posteriores, sua prepotência torna-se o motivo do seu declínio, fazendo com que seja preso e depois retorne para filial em Scranton como recepcionista.

## Relacionamentos
Ryan tem um relacionamento com Kelly Kapoor. O relacionamento tem sido conturbado desde o início pois Ryan deseja um relacionamento casual, enquanto Kelly quer se casar e ter filhos o mais rápido possível. Novak afirmou na terceira temporada: "Acho que Ryan e Kelly são um relacionamento que todos já tiveram. É um enigma por que eles ainda estão juntos, mas acho que Ryan adora ser amado — mesmo que ele não admita isso. Ele perdeu o amor de Michael, então ele precisa receber mais amor de Kelly". Após sua ascensão, Ryan termina o namoro e posteriormente Kelly provoca ciúmes nele em vários momentos, terminando e retornando algumas vezes. Na nona temporada, Kelly casa com o Dr. Ravi. No final da série, Ryan aparece com um filho chamado Drake. Mais tarde, anuncia que o bebê possui alergia e pede que o marido de Kelly o examine. Os dois ex-namorados ficam sozinhos e se beijam, deixando o casamento. Em entrevista ao Yahoo! TV, B. J. Novak os descrevem como "o pior relacionamento que todos nós já tivemos".

## Promoção
A inclusão de B. J. Novak nos créditos foi algumas vezes questionada nos últimos anos da série, já Ryan foi significativamente minimizado desde a 5ª temporada e não foi considerado mais significativo do que outros personagens cujos atores não apareceram na abertura. Novak teve o nome removido na estreia da 9ª temporada e foi citado como ator convidado.